# British-World-Airlines-Flug 4272
Auf dem British-World-Airlines-Flug 4272 (Flugnummer IATA: VF4272, ICAO: BWL4272) von Edinburgh nach Coventry stürzte am 25. Februar 1994 ein Frachtflugzeug vom Typ Vickers 813 Viscount der British World Airlines im Flug ab. Bei dem Unfall kam der Flugkapitän ums Leben, der Erste Offizier wurde schwer verletzt. Der Absturz wurde durch eine Vereisung mehrerer Triebwerke und einen anschließenden Ausfall der Elektrik verursacht.

## Maschine
Die verunfallte Vickers Viscount 813 mit der Seriennummer 349 war für die South African Airways bestellt worden. Das viermotorige Mittelstreckenflugzeug war mit vier Turboproptriebwerken des Typs Rolls-Royce Dart 525 und Propellern des Typs Rotol R/179/4-20-4/33 ausgestattet. Nach ihrer Endmontage startete die Maschine am 26. November 1958 zu ihrem Erstflug in Hurn, Bournemouth, Hampshire, England. Die Maschine erhielt das Luftfahrzeugkennzeichen ZS-CDW und den Taufnamen Rooibok. Der Auslieferungsflug nach Südafrika begann am 8. Dezember 1958. Am 11. Dezember 1958 traf die Maschine auf dem Jan Smuts International Airport, Johannesburg, Südafrika ein, am 18. Dezember 1958 nahm die Maschine den Dienst bei der South African Airways auf. Im Jahr 1962 erhielt die Maschine die neue Bemalung der South African Airways mit orangem Leitwerk, die erstmals im Jahr 1960 mit der Boeing 707 eingeführt wurde. Am 30. September 1971 wurde die Maschine bei der South African Airways ausgeflottet, sie hatte zu diesem Zeitpunkt eine Gesamtbetriebsleistung von 25.528 Betriebsstunden.
Zum 1. Januar 1972 wurde die Maschine an die British Midland Airways weiterverkauft, welche diese am 4. Januar 1972 mit dem Luftfahrzeugkennzeichen G-AZLT wiederzuließ. Am 10. Januar 1972 rollte die Maschine in "neutralisierter" Bemalung aus dem Hangar. Die Farbgebung der South African Airways war noch erhalten, jedoch waren die Logos und Schriftzüge überstrichen und die Maschine bereits mit dem neuen, britischen Luftfahrzeugkennzeichen versehen. Am 26. Februar 1972 flog die Maschine vom Jan Smuts International Airport zur Auslieferung nach Großbritannien ab. Sie flog die Route gemeinsam mit der Vickers Viscount 813 mit der Seriennummer 348, die ebenfalls von der South African Airways an die British Midland Airways verkauft wurde und das neue Luftfahrzeugkennzeichen G-AZLS erhalten hatte. Die Maschinen trafen am 28. Februar 1972 auf dem East Midlands Airport, Castle Donington, Leicestershire, England ein und wurden anschließend technisch durchgesehen und mit neuen Komplettbemalungen der British Midland Airways versehen. Ihren ersten Flug bei der British Midway Airways absolvierte die Maschine am 10. April 1972, dabei flog sie vom East Midlands Airport, Leicestershire, England über den Birmingham International Airport, West Midlands, England, den Flughafen Brüssel, Zaventem, Belgien zum Flughafen Rhein-Main, Frankfurt am Main, West-Deutschland.
Zwischen dem 2. Februar 1975 und dem 31. August 1975 war die Maschine an Cyprus Airways verleast, wo sie mit der Farbgebung des Leasinggebers betrieben wurde. Lediglich das Logo auf dem Leitwerk und die Schriftzüge wurden mit jenen der Cyprus Airways übermalt. Die Maschine behielt in dieser Zeit ihr britisches Luftfahrzeugkennzeichen.
Als Leasingrückläufer wurde die Maschine zunächst mit der ehemaligen Bemalung der Cyprus Airways für die British Midland Airways betrieben. Ab dem 29. Oktober flog die Maschine die Flugstrecken vom Speke Airport, Liverpool, England zum Aldergrove Airport, Belfast, Nordirland sowie vom Speke Airport, Liverpool, England zum Ronaldsway Airport auf der Isle of Man. Die Maschine entlastete in dieser Funktion die British Airways.
Am 6. Oktober 1980 wurde die Maschine bei einer Landung auf dem Leeds Bradford International Airport, Yeadon, Yorkshire, England beschädigt. Die Viscount wurde bei Starkregen und Aquaplaning gelandet. Der Kapitän steuerte die Maschine zur Seite von der Landebahn, um ein Überschießen derselben zu verhindern. Dabei brach das backbordseitige Hauptfahrwerk, wodurch auf dieser Seite auch die Tragfläche, die Auftriebshilfen sowie der Propeller beschädigt wurden. Das Triebwerk erlitt außerdem Beschädigungen durch die Stoßbelastung.
Am 13. Februar 1981 wurde die Maschine verladen und auf der Straße zum East Midlands Airport, Castle Donington, Leicestershire, England zur Schadensfeststellung überführt. Die Viscount wurde schließlich repariert, für die Reparatur diente die im September 1978 außer Betrieb genommene Viscount 814 mit der Seriennummer 340 (G-BAPD) als Ersatzteilspender, dieser Maschine wurden die Tragflächen entnommen. Nach Abschluss der Arbeiten wurde die Maschine am 30. März 1981 mit dem neuen Luftfahrzeugkennzeichen G-BMAT wiederzugelassen, da man bei der British Midland Airways der Ansicht war, dass die Maschine nach der Reparatur einen Mischtyp darstellte und daher eine neue Identität erhalten sollte. Der erste Flug nach den Reparaturarbeiten wurde am 27. April 1981 durchgeführt, am 29. April 1981 folgte der erste kommerzielle Betrieb mit der instandgesetzten Maschine.
Am 7. Mai 1986 wurde die Maschine an die British Aerospace verkauft, die die Viscount anschließend wieder an die British Midland Airways verleaste. Am 5. Dezember 1986 unternahm die Maschine ihren letzten kommerziellen Flug im Dienst der British Midland Airways, der vom Aldergrove Airport, Belfast, Nordirland zum East Midlands Airport, Leicestershire, England führte. Am 10. Dezember 1986 kehrte die Maschine als Leasingrückläufer zu der British Aerospace zurück. Die Maschine wurde vom East Midlands Airport, Leicestershire, England zum Baginton Airport, Coventry, Warwickshire, England überführt und dort eingelagert.
Im Oktober 1987 ersteigerte das Unternehmen Sean T. Hully Sales Ltd. die Maschine auf einer Auktion in Luton, Bedfordshire, England von der British Aerospace. Am 16. Oktober 1987 wurde die Maschine vom Baginton Airport, Coventry, Warwickshire, England zur Westcountry Aircraft Servicing Ltd. auf dem Exeter International Airport, Devon, England zur Begutachtung überführt. Dort wurden der Maschine zunächst die Triebwerke und andere Teile entnommen und in die Viscount G-BAPG (Seriennummer 344) eingebaut. Im Februar 1988 wurde die Maschine für eine Generalüberholung in den Hangar der Westcountry Aircraft Servicing Ltd. gerollt. Nach deren Abschluss wurde sie am 10. Februar 1989 mit dem neuen Luftfahrzeugkennzeichen G-OHOT zugelassen. Die Maschine trug nun eine neue Bemalung mit dem Schriftzug Hot Air. Ab dem 8. März 1989 war die Maschine an die Baltic Airlines verleast, wobei sie mittlerweile mit Austauschtriebwerken von der Viscount G-BFZL (Seriennummer 435) bestückt war.
Nachdem die Maschine als Leasingrückläufer von der Baltic Airlines zurückgekehrt war, wurde sie durch die Sean T. Hully Sales Ltd. an die British Air Ferries verkauft und vor dem Verkauf mit einer Bemalung der neuen Eigentümerin versehen. Diese nutzte die Maschine einige Monate, bis sie diese am 27. Oktober 1990 zum vorerst letzten Mal auf der Strecke vom Collinstown Airport, Dublin, Irland zum Southend Airport, Rochford, Essex, England einsetzte und sie anschließend einlagerte. Am 4. Februar 1992 wurde die Maschine wieder in Betrieb genommen, diesmal jedoch in einer neuen Konfiguration als Frachtflugzeug. Am 15. Mai 1992 wurde die Maschine erneut nach einem Positionierungsflug vom Aldergrove Airport, Belfast, Nordirland zum Southend Airport, Rochford, Essex außer Betrieb genommen und eingelagert. Nachdem die British Air Ferries in British World Airlines umfirmierte, ging die Maschine am 1. April 1993 in die Flotte des neuen Unternehmens über. Am 23. Dezember 1993 wurde die Maschine wieder in Betrieb genommen, wobei sie zu diesem Zeitpunkt nach wie vor die Bemalung der British Air Ferries trug.
Die Viscount hatte bis zum Zeitpunkt des Unfalls eine Gesamtbetriebsleistung von 50.995 Betriebsstunden absolviert.

## Besatzung und Flugplan
Mit der Maschine sollte an diesem Tag ein Frachtflug vom Flughafen Edinburgh zum Flughafen Coventry durchgeführt werden. Es befand sich eine zweiköpfige Besatzung an Bord, bestehend aus einem Flugkapitän und einem Ersten Offizier.
Der Flugkapitän Bo Winters-Myers war 32 Jahre alt, Staatsbürger Australiens und hatte seine Flugausbildung bei den Australischen Luftstreitkräften absolviert. Seine kommerzielle Pilotenlizenz erhielt er im Juli 1981. Er verfügte über Musterberechtigungen für die Flugzeugtypen Vickers 700 und 800. Im Februar 1989 emigrierte er ins Vereinigte Königreich, wo er zunächst für die Baltic Airlines flog, welche später in der British Air Ferries aufging. Der Flugkapitän verfügte über 5.121 Stunden Flugerfahrung, von denen er 1.121 Stunden im Cockpit der Vickers Viscount 800 absolviert hatte.
Der 39-jährige Erste Offizier war im Besitz von Musterberechtigungen für die Flugzeugtypen Vickers Viscount 800, Shorts 330 und Piper PA-34. Seine kommerzielle Pilotenlizenz erwarb er im Jahr 1986. Im Jahr 1987 heuerte er bei der British Air Ferries als Erster Offizier im Cockpit der Shorts 330 an. Ein Jahr später stieg er auf die Vickers Viscount 800 um. Im Februar 1989 verließ er das Unternehmen, um in den Vereinigten Staaten an einem Flugkurs mit der Boeing 737 teilzunehmen, kehrte jedoch im August 1989 als Erster Offizier zur British Air Ferries zurück. Der Erste Offizier verfügte über 3.334 Stunden Flugerfahrung, davon hatte er 2.181 Stunden mit der Vickers Viscount 800 absolviert.

## Unfallhergang
Die Maschine befand sich auf dem Flug von Edinburgh nach Coventry und überflog England zu abendlicher Stunde unter Vereisungsbedingungen. Plötzlich fiel Triebwerk Nr. 2 aus und der Propeller ging in die Segelstellung. Kurz darauf fiel auch Triebwerk Nr. 3 aus, wobei der Propeller hier nicht in die Segelstellung ging. Die Maschine befand sich im Sinkflug; die Piloten erhielten die Freigabe, die Maschine sofort von 15.000 Fuß (ca. 4570 Meter) auf 7.000 Fuß (ca. 2.130 Meter) und anschließend auf 5.000 Fuß (ca. 1.520 Meter) sinken zu lassen. Da sie die Triebwerke nicht neu starten konnten, beschlossen die Piloten, zum Flughafen Birmingham umzukehren. Kurz darauf gelang es ihnen, Triebwerk Nr. 2 neu zu starten. Dann fiel jedoch Triebwerk Nr. 4 aus, wobei der Propeller sich auch hier nicht in die Segelstellung bewegte. Fünf Minuten vor der geplanten Landung auf dem Flughafen Birmingham fiel mangels elektrischer Leistung die Bordfunkanlage aus. Die Maschine streifte kurze Zeit später Baumspitzen an einem abwärts verlaufenden Hang im Drointon Wood bei Uttoxeter, Staffordshire, England, stürzte ab und brach auseinander. Der australische Flugkapitän Bo Winters-Myers wurde getötet, der 39-jährige Erste Offizier schwer verletzt.

## Unfalluntersuchung
Als zentraler Unfallfaktor wurde ein Versagen mehrerer Triebwerke aufgrund der Durchführung eines Fluges in extremen Vereisungsbedingungen festgestellt. Ferner seien Notfallprozeduren durch die Besatzung unvollständig ausgeführt worden, da diese sich nicht an die Notfallchecklisten hielten. Dies schränkte das Vermögen der Piloten erheblich ein, die Triebwerke erfolgreich neu zu starten. Die Handlungen der Besatzung bei den Versuchen, die Triebwerke neu zu starten, hätten nicht den Vorschriften des Betreibers entsprochen. Der Luftwiderstand von zwei nicht in der Segelstellung befindlichen Propellern und das Gewicht des stark vereisten Flugzeugrumpfes hätten zu einem Verlust an Flughöhe und Kontrolle über die Maschine geführt, noch bevor diese den gewählten Umkehrflughafen erreichen konnte. Ein defizitäres Crew Resource Management hätte ferner das Potential der Besatzung für Notfallpläne, für die Entscheidungsfindung und die Aufteilung der Arbeitsprozesse zwischen den beiden Piloten erheblich eingeschränkt. Folglich fehlte der Besatzung ein Plan B für die Vermeidung der vorhergesagten schweren Vereisungsbedingungen. Ferner sei den Piloten die ungefähre Position eines für eine Umkehr geeigneten, näher gelegenen Flughafens nicht bekannt gewesen. Dies hätten die Piloten in Erfahrung bringen können, wenn sie die Verkehrsdienste der Flugsicherung effektiver genutzt hätten. Bei dem Versagen der Triebwerke handelte es sich um Flammabrisse infolge eines Einsaugens von Eis.